# Copa Ibèrica d'hoquei sobre patins
La Copa Ibèrica d'hoquei sobre patins (en portuguès: Taça Ibérica de Hóquei em Patins) fou una competició internacional entre clubs de la Federació Espanyola i Portuguesa de Patinatge, creada la temporada 1999-00. De caràcter anual, estava recolzada pel Comitè Europeu d'Hoquei sobre patins. Hi participaven els campions de l'OK Lliga i de la Lliga portuguesa de la temporada anterior, disputant una eliminatòria final a doble partit. Només es van disputar tres edicions, essent el Futbol Club Barcelona el campió en totes les edicions.

## Palmarès
| En negreta = Equip guanyador (1) = Nombre de campionats 1-1 = Marcador campió-subcampió Nota: Noms dels equips segons l'època |

| Edició | Temporada | Data       | Campió           | Res. | Subcampió   | Seu                             | refs  |
| ------ | --------- | ---------- | ---------------- | ---- | ----------- | ------------------------------- | ----- |
| I      | 1999-00   | 30-10-1999 | FC Barcelona (1) | 9-6  | FC Porto    | Palau Blaugrana, Barcelona      | [ 2 ] |
| I      | 1999-00   | 13-11-1999 | FC Barcelona (1) | 2-4  | FC Porto    | Pavelló das Antas, Porto        | [ 3 ] |
| II     | 2000-01   | 05-11-2000 | FC Barcelona (2) | 1-0  | FC Porto    | Pavelló de Ponte do Lima, Porto | [ 4 ] |
| II     | 2000-01   | 26-11-2000 | FC Barcelona (2) | 8-2  | FC Porto    | Palau Blaugrana, Barcelona      | [ 5 ] |
| III    | 2001-02   | 03-11-2001 | FC Barcelona (3) | 3-4  | OC Barcelos | Pavelló Municipal de Barcelos   | [ 6 ] |
| III    | 2001-02   | 11-11-2001 | FC Barcelona (3) | 4-3  | OC Barcelos | Palau Blaugrana, Barcelona      | [ 7 ] |

| Equip                   | Campió | Subcampió | Finals | Anys campió               | Anys subcampió   |
| ----------------------- | ------ | --------- | ------ | ------------------------- | ---------------- |
| Futbol Club Barcelona   | 3      | 0         | 3      | 1999-00, 2000-01, 2001-02 | —                |
| Futebol Clube do Porto  | 0      | 2         | 2      | —                         | 1999-00, 2000-01 |
| Óquei Clube de Barcelos | 0      | 1         | 1      | —                         | 2001-02          |